# Коніоло
Коніоло (італ. Coniolo, п'єм. Conieu) — муніципалітет в Італії, у регіоні П'ємонт,  провінція Алессандрія.
Коніоло розташоване на відстані близько 500 км на північний захід від Рима, 55 км на схід від Турина, 33 км на північний захід від Алессандрії.
Населення — 451 особа (2014).
Щорічний фестиваль відбувається 15 серпня. Покровителька — Богородиця Небовзята.

## Демографія
Населення за роками:

Станом на 1 січня 2023 року в муніципалітеті офіційно проживало 9 іноземців з 7 країн, серед них 1 громадянин країн Євросоюзу.

## Сусідні муніципалітети
- Казале-Монферрато
- Морано-суль-По
- Понтестура